# یواس‌اس واسمات (دی‌دی-۳۳۸)
یواس‌اس واسمات (دی‌دی-۳۳۸) (به انگلیسی: USS Wasmuth (DD-338)) یک کشتی بود که طول آن ۳۱۴ فوت ۴ ۱⁄۲ اینچ (۹۵٫۸۲۲ متر) بود. این کشتی در سال ۱۹۲۰ ساخته شد.